# Complesso nuragico di Iloi
Il complesso nuragico di Iloi è un sito archeologico situato nel comune di Sedilo, in provincia di Oristano.

## Descrizione
Il sito, situato a 270 m sul livello del mare, si trova sulle sponde del lago Omodeo ed è composto da un nuraghe, un villaggio e due tombe dei giganti; nelle vicinanze è presente inoltre la necropoli di Ispiluncas costituita da una trentina di domus de janas che hanno restituito numeroso materiale di epoca prenuragica.
Il nuraghe, forse una reggia, è di tipo misto con bastione trilobato e risale al bronzo medio-recente.
Esso si è sviluppato attraverso diverse fasi costruttive:
La prima fase riguarda la costruzione del Nuraghe a Corridoi di tipo arcaico, sul ciglio del costone dell'altopiano basaltico a cui  è stata aggiunta una torre circolare su più livelli verso Nord in una seconda fase. La terza fase consiste nel rifascio della struttura attraverso un bastione curvilineo munito di tre torri, e almeno 2 ingressi che garantivano l'accesso alle parti interne del Nuraghe. 
La struttura presenta un vistoso crollo in tutto il settore sud-occidentale che impedisce una chiara lettura del nuraghe arcaico, e l'accesso alla torre centrale.
Attualmente vi si può accedere dalla torre orientale, che preserva intatta la copertura a Tholos, l'accesso di una scala sopraelevata, e una grande nicchia in corrispondenza dell'ingresso.
Il lato Nord è la parte meglio conservata del monumento, la torre centrale svetta per un'altezza residua sul piano di campagna di circa 10 metri.
Il villaggio si sviluppa principalmente nel settore nord-occidentale del complesso e consiste di numerose capanne principalmente circolari che coprono un arco temporale che va dal bronzo medio alla prima età del ferro. Interessante è la presenza di un piccolo vano ricavato tra due ambienti che potrebbe essere associato al culto dell'acqua.
A breve distanza si trovano due tombe dei giganti realizzate in opera isodoma che si affacciano sulla valle del Tirso.
La meglio conservata è la tomba 1 con un corridoio di circa 9 metri, realizzata con grandi conci di basalto.
Parte del materiale archeologigo rinvenuto nelle varie campagne di scavo, condotte dall'Università di Sassari, è esposto presso il museo del territorio di Sedilo.

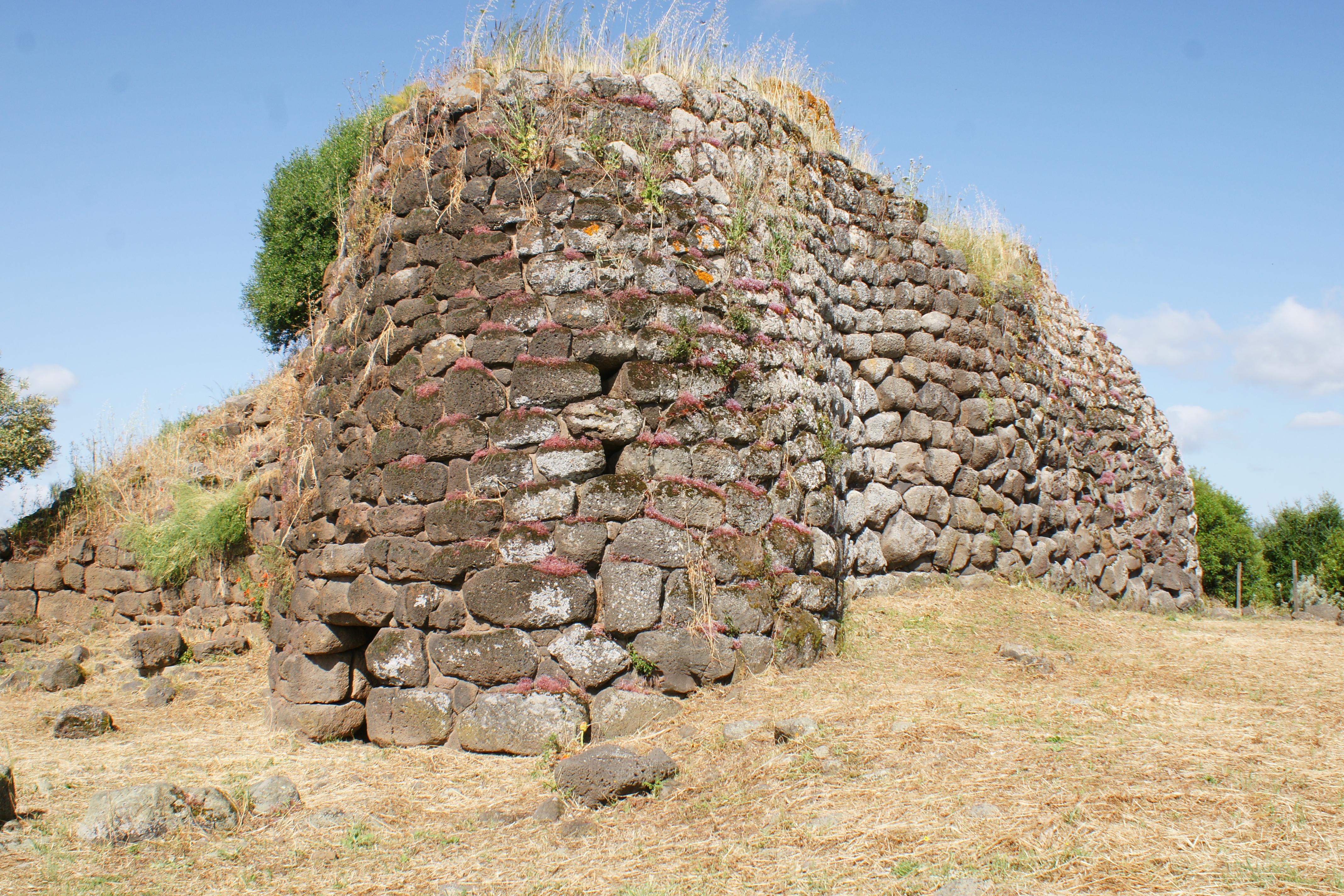
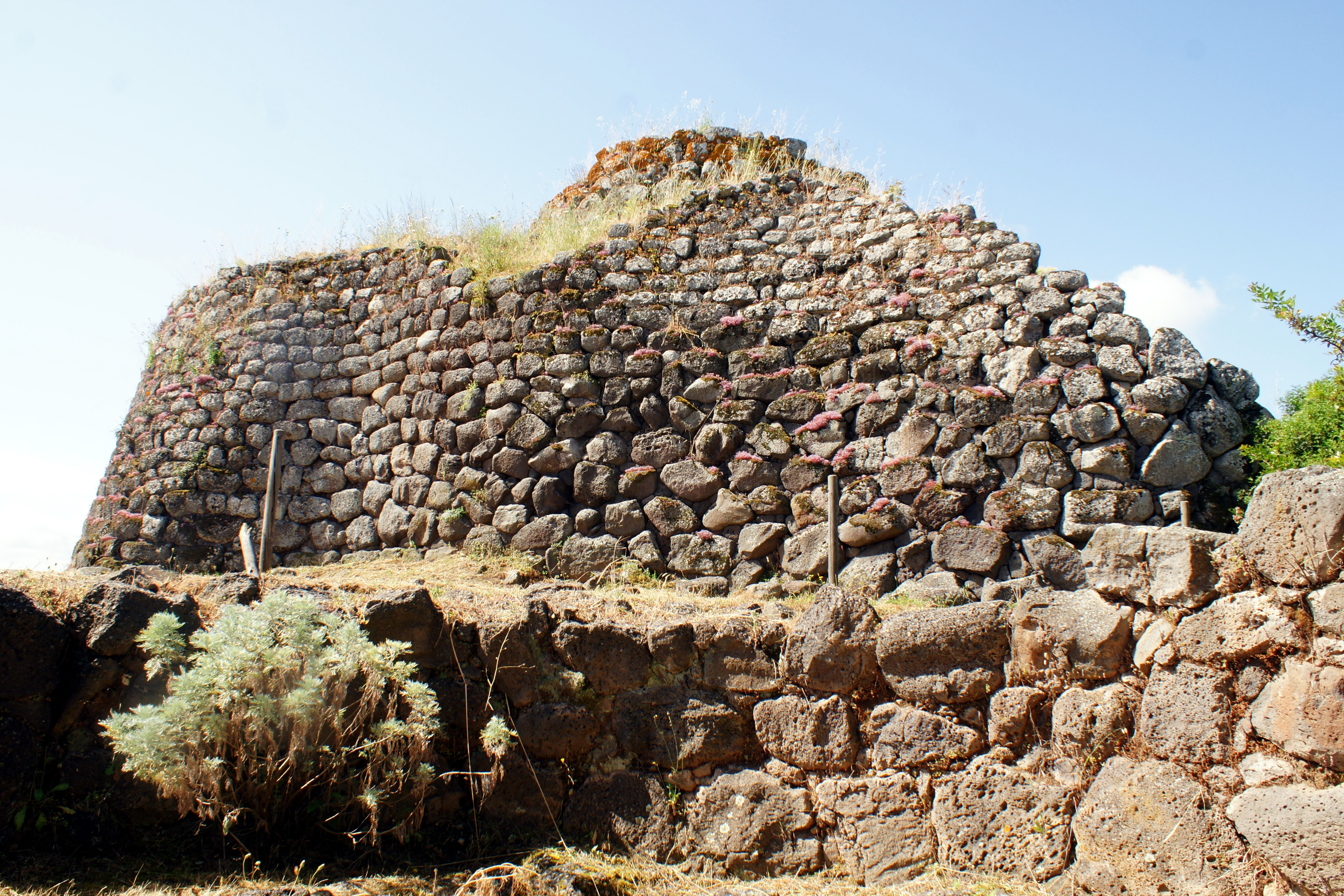
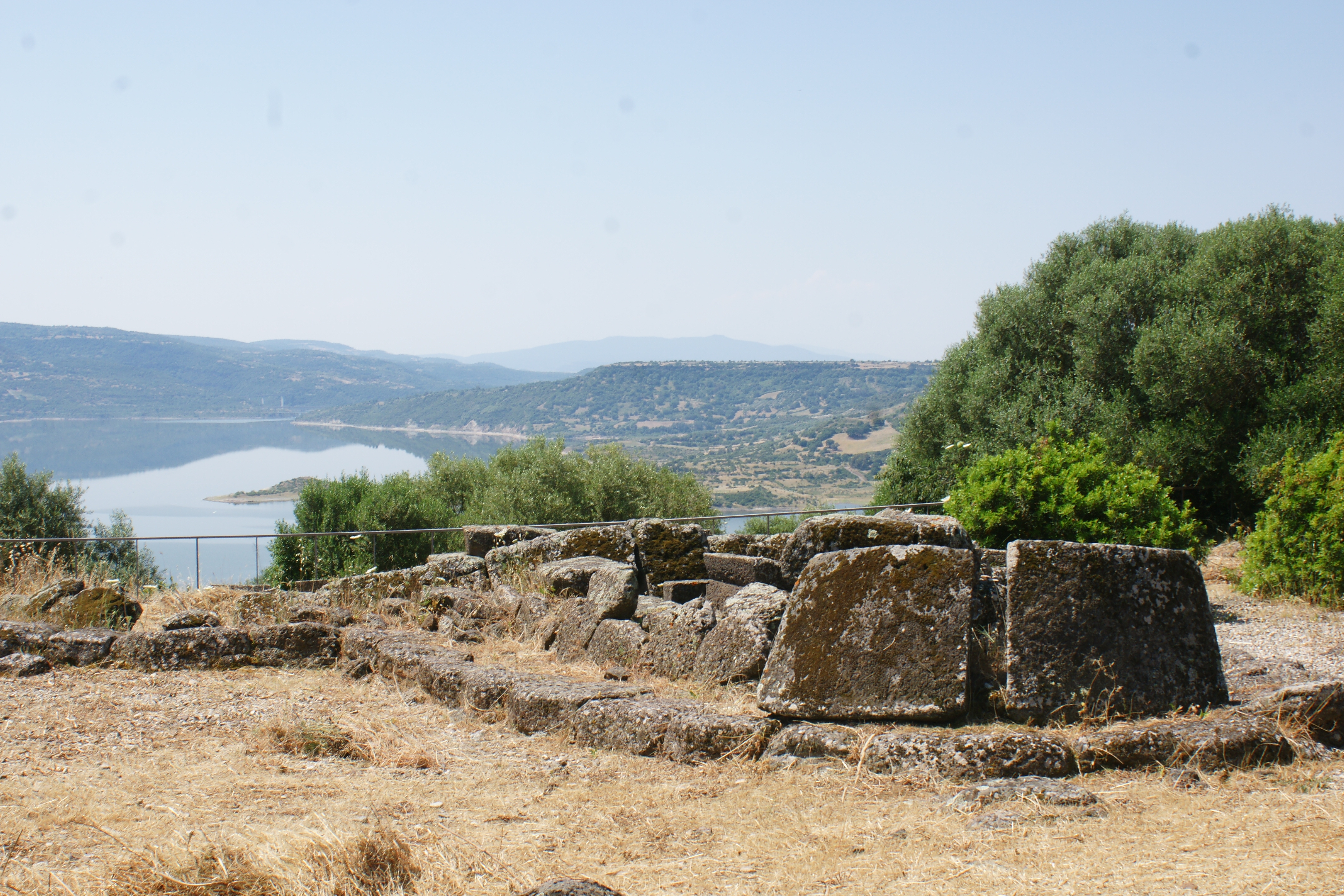
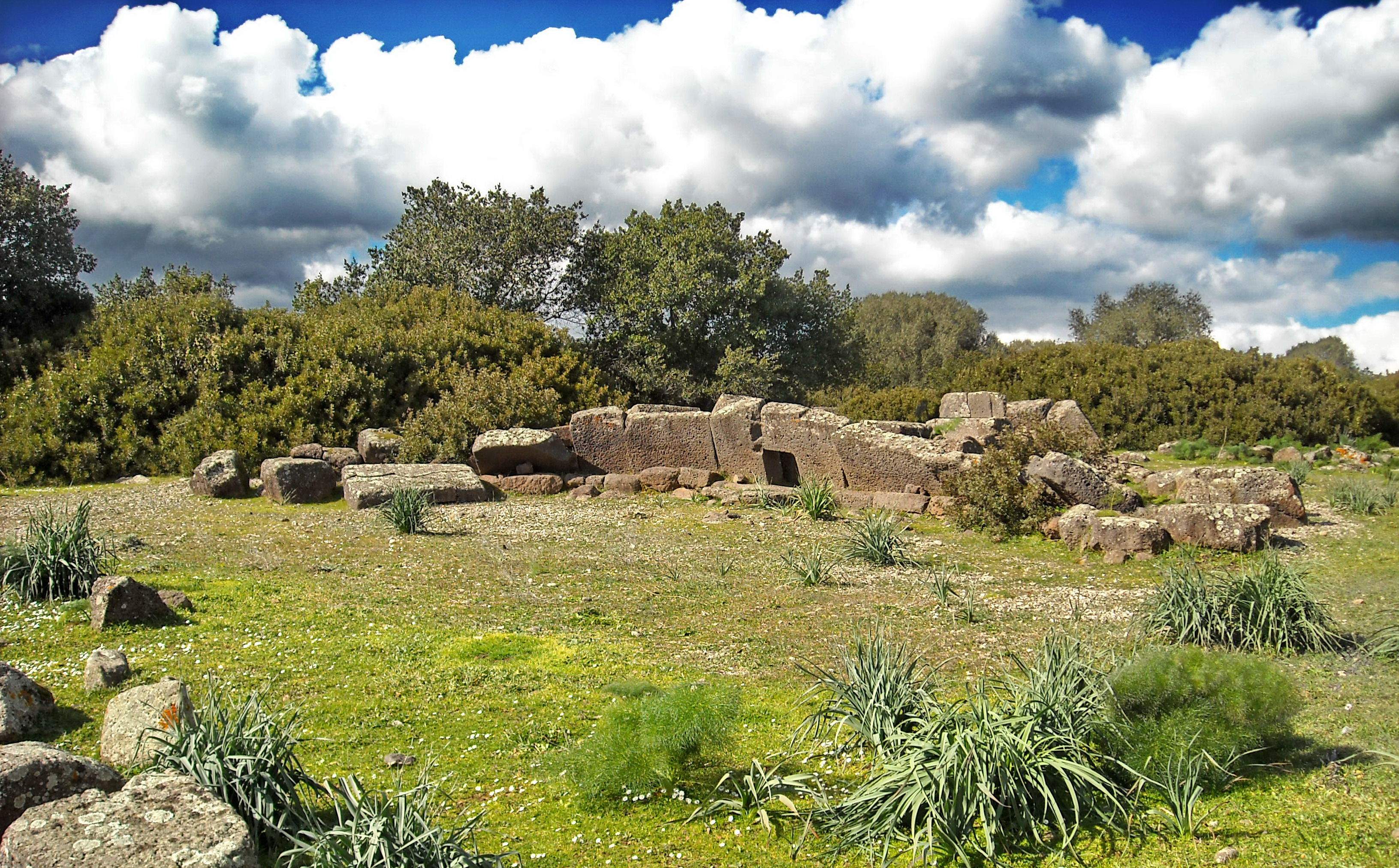
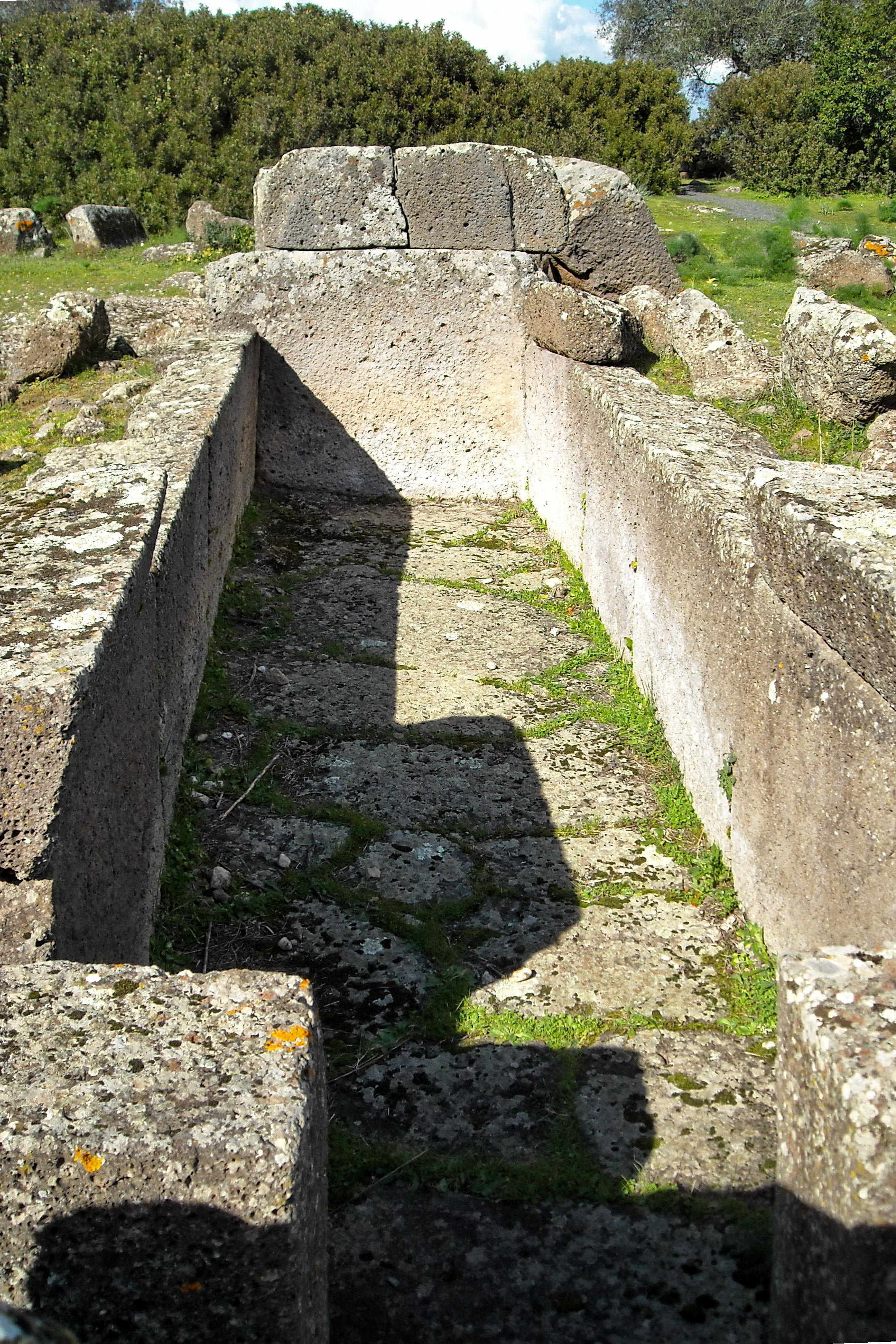